# Quenelle (gerecht)

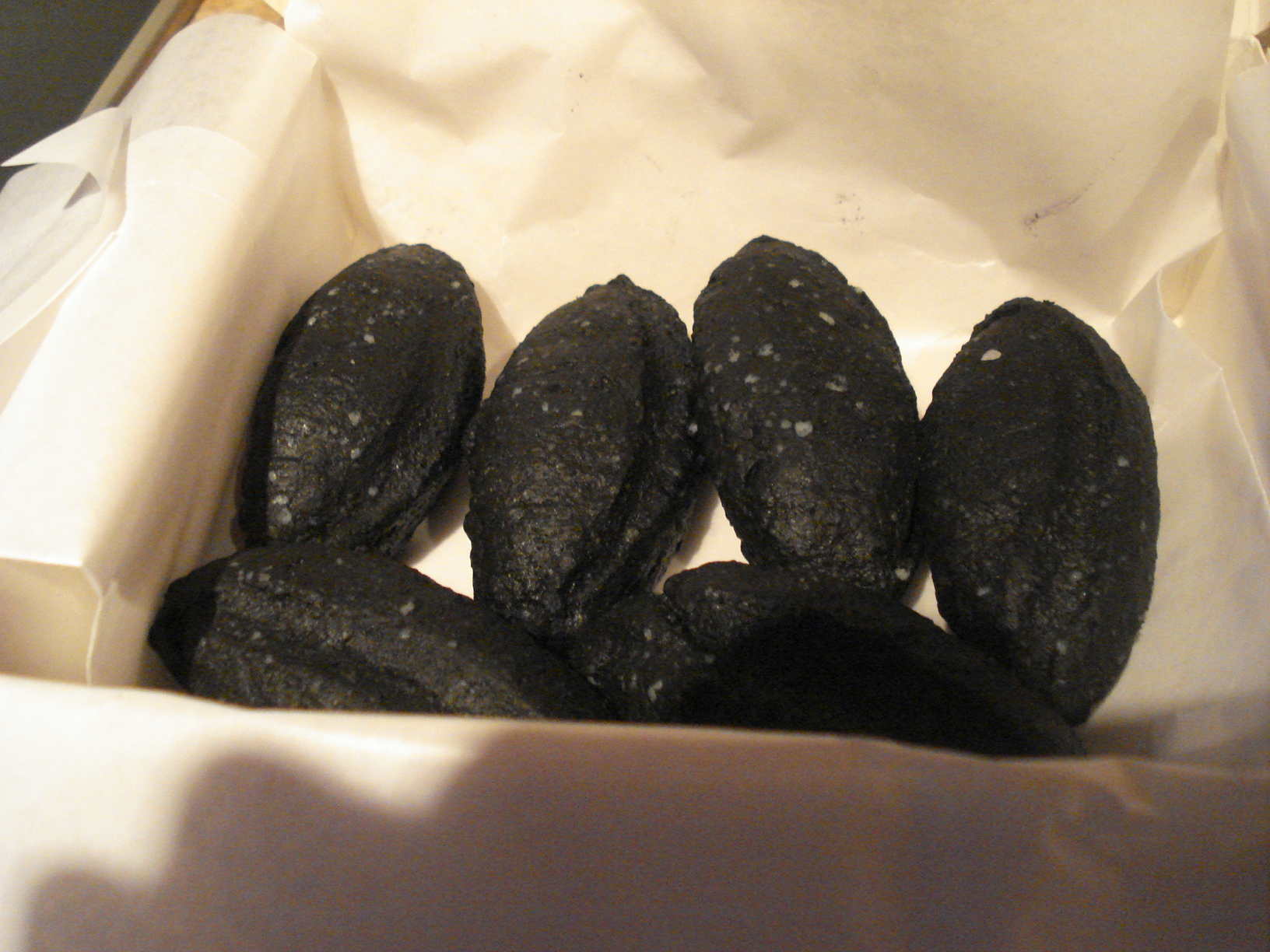
Zwarte quenelles (inktvisinkt)

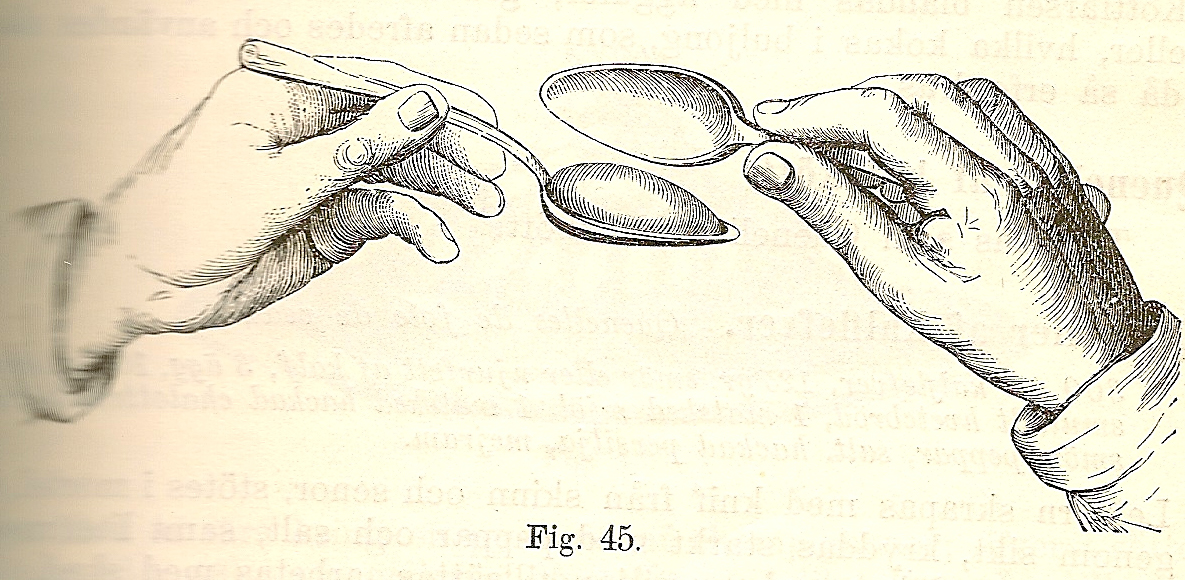
Een quenelle maken

Een quenelle is een langwerpig balletje gemaakt van deeg en gepureerde (traditioneel) vis. Quenelles lijken op knoedels en worden ook van vlees of gevogelte gemaakt.
Hoewel er mogelijk al in de Romeinse tijd quenelles werden gemaakt, werden ze pas in de vijftiger jaren van de twintigste eeuw in de Franse keuken verfijnd toegepast. Volgens het originele Franse recept (Quenelles de brochet, sauce Nantua) horen de quenelles met een kreeftensaus geserveerd te worden. Quenelles worden soms in blik en als diepvriesproduct verkocht.
De ingrediënten voor de quenelles worden fijngemalen of gehakt en gebonden met vet en eieren. Met twee natte lepels vormt men van dit mengsel de quenelles die daarna gepocheerd worden.
Er zijn tegenwoordig varianten op het originele recept gemaakt. Eventueel kunnen ze (voor of na het pocheren) worden omwikkeld met bijvoorbeeld (rode) sla. Ze worden geserveerd als voorgerecht of dienen als garnituur in soepen en ragouts.